# Anthopleura insignis
Anthopleura insignis is een zeeanemonensoort uit de familie Actiniidae.
Anthopleura insignis is voor het eerst wetenschappelijk beschreven door Carlgren in 1940.